# Ukraińska Niezależna Agencja Informacyjna
Ukraińska Niezależna Agencja Informacyjna (ukr. Українське Незалежне Інформаційне Агентство Новин – УНІАН) – ukraińska agencja informacyjna, założona w 1993 roku.
W czerwcu 2021 agencja zawiesiła swoją działalność w języku angielskim.